# Welcome to St. Tropez
«Welcome to St. Tropez» — сингл из альбома Тимати The Boss, записанный при участии вокалистки Blue Marine. Трек появился в декабре 2008 года, а в начале 2009 Тимати представил видеоклип в формате life-style, т. е. видеохроника летнего отдыха музыканта. Клип снимался на Лазурном берегу Франции в городе Сен-Тропе.
Тимати о клипе:
Вы столько раз слышали, как русские зажигают в Сен-Тропе, лучше увидеть это! Этим летом меня сопровождал оператор, он снимал всё происходящее. Именно эти кадры стали идеей к созданию ролика.
В кадре появляются такие знаменитости, как Андрей Малахов, Сергей Мазаев, Дмитрий Дибров, DJ Smash, Карина Кокс из группы ВИА Сливки, DJ Dlee, голливудский актёр Стивен Дорфф, известный дизайнер Филипп Плейн, промоутеры Сергей "Гулливер" и Андрей Фомин. Песня попала в ротацию многих телеканалов и занимала высокие места в музыкальных чартах.

## DJ Antoine vs Mad Mark Remix
«Welcome to St. Tropez (DJ Antoine vs Mad Mark Remix)» — ремикс швейцарского DJ Antoine на трек Тимати «Welcome To St. Tropez». Ремикс вошёл в альбом «2011». Это уже не первый опыт работы диджея с российскими исполнителями, он делал ремиксы на предыдущие песни Тимати, с которым недавно выпустил совместную песню под названием «Amanama (Money)», а также на треки DJ Smash. Трек несколько недель держался в тройке лидеров France Dance Charte, Top German Dj Chart и Swedish Buzz Chard, а также возглавлял чарт самой популярной французской радиостанции FUN Radio.
Сам Тимати сказал про успех за рубежом следующее:
Я доволен результатами, которые на данный момент резюмировались в хороших цифрах. Я не могу сказать, что я шокирован, что не ждал этого… Ждал и верил, что рано или поздно меня будут слушать по всему миру. Будем работать дальше: выход первого англоязычного альбома не за горами – уже сформирован трек-лист, остались детали. В общем, я в абсолютном творческом подъёме!
На трек был сделан клип в формате life-style, который на видеопортале YouTube.com набрал более 180 миллионов просмотров.

## Чарты
| Чарт (2011)                     | Высшая позиция |
| ------------------------------- | -------------- |
| Швейцария (Schweizer Hitparade) | 45             |

| Чарт (2011–2014)                 | Высшая позиция |
| -------------------------------- | -------------- |
| Австрия (Ö3 Austria Top 40)      | 4              |
| Бельгия/Фландрия (Ultratop 50)   | 9              |
| Бельгия/Валлония (Ultratop 50)   | 17             |
| Brazilian Singles Chart (ABPD)   | 85             |
| Brazil Billboard Hot 100 Airplay | 11             |
| Чехия (Rádio — Top 100)          | 2              |
| Чехия (Singles Digitál Top 100)  | 73             |
| Франция (SNEP)                   | 7              |
| Германия (GfK)                   | 3              |
| Венгрия (Dance Top 40)           | 3              |
| Венгрия (Rádiós Top 40)          | 5              |
| Венгрия (Single Top 40)          | 3              |
| Luxembourg (Billboard)           | 1              |
| Нидерланды (Dutch Top 40)        | 7              |
| Нидерланды (Single Top 100)      | 10             |
| Польша (Dance Top 50)            | 1              |
| Romania (Romanian Top 100)       | 1              |
| Румыния (Romania TV Airplay)     | 1              |
| Russia (Russian Music Charts)    | 21             |
| Словакия (Rádio — Top 100)       | 6              |
| Испания (PROMUSICAE)             | 16             |
| Швейцария (Schweizer Hitparade)  | 2              |

| Чарт (2011)                       | Позиция |
| --------------------------------- | ------- |
| Austria (Ö3 Austria Top 40)       | 12      |
| Belgium (Ultratop Flanders)       | 50      |
| Belgium (Ultratop Wallonia)       | 84      |
| France (SNEP)                     | 43      |
| Germany (Official German Charts)  | 21      |
| Hungary (Dance Top 40)            | 30      |
| Hungary (Rádiós Top 40)           | 76      |
| Netherlands (Dutch Top 40)        | 40      |
| Netherlands (Single Top 100)      | 51      |
| Polish Dance Singles Chart        | 2       |
| Romania (Romanian Top 100)        | 17      |
| Switzerland (Schweizer Hitparade) | 6       |
| Чарт (2012)                       | Позиция |
| Hungary (Dance Top 40)            | 36      |
| Hungary (Rádiós Top 40)           | 99      |